# Zodarion zebra
Zodarion zebra är en spindelart som beskrevs av Dmitry Evstratievich Kharitonov 1946. Zodarion zebra ingår i släktet Zodarion och familjen Zodariidae.
Artens utbredningsområde är Uzbekistan. Inga underarter finns listade i Catalogue of Life.